# Игор Численко
Игор Численко (на руски: Игорь Численко) е съветски футболист. Майстор на спорта на СССР (1991).

## Кариера
Численко играе в Динамо Москва и Динамо Целиноград. Шампион на СССР през 1959 и 1963 г. Носител на Купата на СССР през 1967 г.
Финалист на Европейското първенство през 1964 г. Участник на Световното първенство през 1962 и 1966 г. (4-то място).
В годините 1959-1968, той играе в националния отбор на СССР, където изиграва 53 мача и вкарва 20 гола. Численко е сред десетте най-добри играчи на националния отбор на СССР за цялата му история.
През 1971 г. той е играещ треньор на Динамо Целиноград.
На 22 април 2015 г., на улица в Москва, където Численко живее от 1963 г. до смъртта си, е поставена паметна плоча.